# Muxta
Muxta är ett släkte av fjärilar. Muxta ingår i familjen björnspinnare.
Kladogram enligt Catalogue of Life:
| Muxta | \| \| Muxta termineola \| \| \| \| \| \| Muxta xanthopa \| \| \| \| |
|       | \| \| Muxta termineola \| \| \| \| \| \| Muxta xanthopa \| \| \| \| |
|       | Muxta termineola                                                    |
|       |                                                                     |
|       | Muxta xanthopa                                                      |
|       |                                                                     |